# Орлов-Давыдов, Владимир Владимирович
Граф Владимир Владимирович Орлов-Давыдов (13 ноября 1837 — 7 апреля 1870) генерал-майор — сын графа В. П. Орлова-Давыдова, участник Кавказских походов, симбирский губернатор в 1866—68 гг.

## Биография
Родился в Петербурге, был крещен вместе с братом-близнецом Анатолием 16 ноября 1837 года в Исаакиевском соборе. Получил хорошее домашнее образование. Зачислившись в 1855 году в военную службу унтер-офицером в 4-й дивизион Кавалергардского полка, он был произведён в следующем году в корнеты и вслед за тем перевелся в действующую на Кавказе армию, находясь в составе которой, принимал участие в постоянных столкновениях с горцами.
В 1859 году он был произведён в поручики и назначен для особых поручений к своему дяде, главнокомандующему Кавказской армией генерал-фельдмаршалу князю Барятинскому.
В этом же году он был награждён орденом св. Анны 3-й степени с мечами и бантом за особое отличие в делах против горцев при взятии аула Гуниба.
В 1860 году уже в чине капитана и командира 3-й роты 20-го стрелкового батальона граф получил за отличие в делах с горцами орден Святого Станислава 3-й степени, также с мечами и бантом, и в том же году 27 сентября при взятии штурмом аула Беной был тяжело ранен.
В 1861 году он снова перевёлся в Кавалергардский полк ротмистром с назначением адъютантом к главнокомандующему Кавказской армией, а в 1863 году был переведён, с производством в подполковники, в Кабардинский пехотный полк.
В следующем 1864 году граф был сделан флигель-адъютантом, произведён в полковники, и послан курьером в Лондон.
Вернувшись в Россию он в 1865 году ездил в Воронежскую губернию наблюдать за рекрутским набором и был несколько раз посылаем на Кавказ к великому князю наместнику Михаилу Николаевичу по разнообразным поручениям.
Произведённый 6 декабря 1866 году в генерал-майоры с назначением в свиту, продолжая вместе с тем числиться по армейской пехоте, граф был назначен Симбирским губернатором. При нём продолжилось восстановление Симбирска после пожара 1864 года, впервые был построен водопровод, открыта Яковлевым И. Я. — Симбирская чувашская учительская школа. После смерти В. В. Орлова-Давыдова, его отец, Владимир Петрович, в 1871 году учредил Симбирское ремесленное училище его имени с пожертвованием 200 000 рублей.
В октябре 1868 году он уволился от должности губернатора и был причислен к Министерству внутренних дел, с оставлением в свите. Скончался граф В. В. Орлов-Давыдов на острове Корфу 7 апреля 1870 года.

## Награды
- Орден Святой Анны 3 ст. с мечами и бантом (1859)[3]:
- Орден Святого Станислава 3 ст. с мечами и бантом (1860)
- Орден Святого Владимира 4 ст. с мечами и бантом (1861)
- Орден Святого Владимира 3 ст. с мечами над орденом (1868)

## Память
- В 1873 году один из садов Симбирска, по решению городской управы, назван в честь Владимира Орлова-Давыдова — «Владимирский сад» (с 1919 по 2010 годы носил название Центральный парк имени Свердлова).

- В 1882 году, по ходатайству В. П. Орлова-Давыдова, ремесленное училище принято под Высочайшее покровительство, с полным наименованием: «Симбирское Ремесленное графа В. В. Орлова-Давыдова училище под Августейшим покровительством Государя Императора»[2][4].
- 13 ноября 2012 года состоялось Торжественное открытие мемориальной доски в парке «Владимирский сад» города Ульяновск, в честь 175-летия со дня рождения симбирского губернатора графа Владимира Орлова-Давыдова[5].

- Памятная доска В. В. Орлову-Давыдову на здании ремесленного училища, ныне УАМТ.
- Памятная доска В. В. Орлову-Давыдову на здании ремесленного училища, ныне УАМТ.
- Здание ремесленного училища В. В. Орлова-Давыдова, ныне УАМТ.
- Владимирский сад (Симбирск).